# Бланшар, Оливье
Оливье Жан Бланшар (фр. Olivier Jean Blanchard; род. 27 декабря 1948, Амьен) — французский экономист. Главный экономист и глава отдела исследований Международного валютного фонда (МВФ) с 2008 года по 8 сентября 2015 год. Член Американской академии искусств и наук (1990). Лауреат BBVA Foundation Frontiers of Knowledge Award (2024).
Доктор философии Массачусетского технологического института (1977). Работал в Гарвардском университете (1977—1983) и Массачусетском технологическом институте (с 1983; профессор с 1985).
После отставки в МВФ он переходит в Институт мировой экономики Петерсона (Вашингтон).
По взглядам причисляется к «новым кейнсианцам».
Почётный доктор Университета Квебека в Монреале (2004).

## Основные произведения
- Бланшар О., Фишер С. Лекции по макроэкономике = Lectures on macroeconomics — М.: Изд. дом «Дело» РАНХиГС, 2014. — 680 с. — ISBN 978-5-7749-0829-5
- Бланшар О. Макроэкономика = Macroeconomics — М.: Изд. дом ВШЭ, 2015. — 671 с. — ISBN 978-5-7598-1242-5
- «Традиционная интерпретация макроэкономических флуктуаций» (A Traditional Interpretation of Macroeconomic Fluctuations, 1989)
- «Экономическая теория пост-коммунистического перехода» (The Economics of Post-Сommunist transition, 1997)